# بين بابيت
بين بابيت (بالإنجليزية: Ben Babbitt)‏ هو موسيقي وملحن أمريكي، ولد في 1989.

## وصلات خارجية
- بين بابيت على موقع IMDb (الإنجليزية)
- بين بابيت على موقع ميوزك برينز (الإنجليزية)
- بين بابيت على موقع ديسكوغز (الإنجليزية)
- بين بابيت على موقع ديسكوغز (الإنجليزية)
- بين بابيت على موقع ديسكوغز (الإنجليزية)
- بين بابيت على موقع قاعدة بيانات الفيلم (الإنجليزية)